# HD 222803
HD 222803，又名CD-4515114，SAO 231756、HR 8993，是一颗恒星，视星等为6.09，位于銀經335.38，銀緯-67.56，其B1900.0坐标为赤經23h 38m 39.8s，赤緯-45° -67.56′ 17″。